# Monochamus nitens
Monochamus nitens là một loài bọ cánh cứng trong họ Cerambycidae.